# Higashikushira
Higashikushira (jap. 東串良町 Higashikushira-chō) – miasto w Japonii, na wyspie Kiusiu, w prefekturze Kagoshima. Według danych na rok 2020 miejscowość zamieszkiwało 6 237 mieszkańców , a gęstość zaludnienia wyniosła 224,5 os./km².